# Арфёй-Сен-Приест
Арфёй-Сен-Прие́ст (фр. Arpheuilles-Saint-Priest) — коммуна во Франции, находится в регионе Овернь. Департамент коммуны — Алье. Входит в состав кантона Марсийя-ан-Комбрай. Округ коммуны — Монлюсон.
Код INSEE коммуны — 03007.

## Население
Население коммуны на 2008 год составляло 330 человек.
| 1836 | 1962 | 1968 | 1975 | 1982 | 1990 | 1997 | 1999 | 2008 |
| ---- | ---- | ---- | ---- | ---- | ---- | ---- | ---- | ---- |
| 500  | 382  | 401  | 358  | 321  | 334  | 333  | 307  | 330  |

## Экономика
В 2007 году среди 220 человек в трудоспособном возрасте (15—64 лет) 155 были экономически активными, 65 — неактивными (показатель активности — 70,5 %, в 1999 году было 67,9 %). Из 155 активных работали 145 человек (82 мужчины и 63 женщины), безработных было 10 (3 мужчин и 7 женщин). Среди 65 неактивных 19 человек были учениками или студентами, 23 — пенсионерами, 23 были неактивными по другим причинам.

## Достопримечательности
- Церковь Сен-Пьер (XIX век)